# Il film Pokémon - Genesect e il risveglio della leggenda
Il film Pokémon - Genesect e il risveglio della leggenda (劇場版ポケットモンスター ベストウイッシュ 神速のゲノセクト ミュウツー覚醒?, Gekijōban Poketto Monsutā Besuto Uisshu! Shinsoku no Genosekuto – Myūtsū Kakusei, Pokémon Best Wishes! il film: Genesect Extrarapido – Il Risveglio di Mewtwo) è il sedicesimo film basato sull'anime Pokémon. Il film è stato proiettato nelle sale cinematografiche giapponesi il 13 luglio 2013. Negli Stati Uniti d'America e in Italia è stato trasmesso il 19 ottobre 2013 rispettivamente su Cartoon Network e su K2, in coincidenza con l'inserimento nel palinsesto dei primi due episodi di Pokémon: Serie XY.
I protagonisti del film sono cinque esemplari di Genesect. Nel lungometraggio è presente anche il Pokémon Mewtwo. Compare inoltre la sua megaevoluzione denominata MegaMewtwo Y. La presenza di Genesect era stata annunciata nell'estate 2012 da un teaser trailer trasmesso al termine di Pokémon: Kyurem e il solenne spadaccino. Il primo trailer del film è stato mostrato il 12 dicembre 2012 nel corso del programma televisivo Oha Suta. Alcune delle scene del trailer erano già state mostrate il 9 dicembre nel corso del Pokémon Smash!.
L'11 luglio 2013 è stato trasmesso su TV Tokyo l'episodio speciale Mewtwo - Preludio al Risveglio (ミュウツー ～覚醒への序章～?, Myūtsū ~Kakusei e no prologue~, Mewtwo - Il Prologo del Risveglio), che costituisce il prologo del lungometraggio. Nell'episodio l'allenatore Virgil incontra MegaMewtwo Y.
Al film è associato il cortometraggio Eevee e i suoi amici (ピカチュウとイーブイ☆フレンズ?, Pikachu to Eievui Friends), trasmesso su TV Pokémon dal 6 al 15 dicembre 2013. Il corto segna il debutto del Pokémon Sylveon.

## Trama
Cinque esemplari di Genesect, di cui uno cromatico, cercano di tornare nel loro luogo di origine. Tuttavia, essendo stati creati dal Team Plasma e fuggiti dal laboratorio dell'organizzazione, scoprono che la loro casa è diventata una gelida località. Mewtwo, che condivide lo stesso, triste, destino con i Pokémon leggendari, spiega la situazione al capo dei cinque, che si arrabbia ed attacca il Pokémon Genetico. I Genesect decidono quindi di attaccare una città il cui aspetto rievoca il loro nido.
Nel frattempo in città si trovano in visita Ash Ketchum, Iris e Spighetto. In questo luogo Ash e Pikachu incontrano uno dei Genesect, dotato di Idromodulo. In seguito i ragazzi incontrano i restanti Pokémon, che decidono di attaccarli ritenendoli dei nemici. Sarà Mewtwo a difenderli, preoccupandosi per la salute di Pikachu e Axew. Una volta scoperto il passato dei cinque Genesect, Jessie e James decidono di catturare i Pokémon leggendari, ma falliscono.
Mewtwo sarà costretto a difendere la città dalla distruzione, convincendo prima i Genesect a schierarsi dalla sua parte e poi dell'insensatezza delle pretese del Pokémon cromatico.